# Liste der Kulturgüter in Arbaz
Die Liste der Kulturgüter in Arbaz enthält alle Objekte in Arbaz im Kanton Wallis, die gemäss der Haager Konvention zum Schutz von Kulturgut bei bewaffneten Konflikten, dem Bundesgesetz vom 6. Oktober 1966 über den Schutz der Kulturgüter bei bewaffneten Konflikten sowie der Verordnung vom 17. Oktober 1984 über den Schutz der Kulturgüter bei bewaffneten Konflikten unter Schutz stehen.
Anmerkung: Weder A-Objekte noch B-Objekte sind im Gemeindegebiet ausgewiesen (Stand: 1. Januar 2012). Objekte der Kategorien C (lokale Bedeutung) fehlen zurzeit in dieser Liste.